# Société de classification
Une société de classification est une organisation privée qui établit et applique des normes et standards techniques concernant un projet de construction navale, la construction elle-même, puis l'inspection des navires (avant et après des réparations notamment) et tout au long de la durée d'exploitation du navire.
Il s'agissait originellement (au XIXe siècle) des navires marchands, mais leur domaine de compétence a été étendu à d'autres objets maritimes, dont les structures off-shore.
Ces sociétés ont peu à peu produit leurs propres normes et règlements, qui ont été considérées comme d'intérêt général, ce qui a justifié que des États maritimes ou l'Europe aient mis en place des systèmes de contrôle, d'habilitation (de l'Etat) et d'agrément (de l'Union Européenne) de ces sociétés.

## Missions
- Leur mission principale est d'octroyer à chaque navire inspecté, sur la base de ces normes une cote ou classe au navire, formalisée par la délivrance d'un certificat qui ne restera valide que si des visites de classe successives et périodiques, ou spéciales, catégorielles, occasionnelles, etc. confirment que le navire répond toujours aux critères de sa classification. Pour cela, l'exploitant du navire passe un contrat avec la société de classification.

- une autre mission plus récentes est de vérifier la conformité technique de certains navires aux dispositions de certaines conventions internationales concernant la sécurité maritime (Convention SOLAS) ou la protection de l'environnement marin (Convention MARPOL) contre les pollutions par les hydrocarbures. 
C'est alors l'État du pavillon qui délègue (de manière statutaire ou conventionnelle) cette mission de contrôle à la société de classification, dans un cadre plus ou moins formalisé et précis.

## Histoire, origines
La première société de classification est fondée en 1760, "The Society for the Registry of Shipping" (aujourd'hui Lloyd's Register), par des marchants et des assureurs au sein du Café d'Edward Lloyd qui répertoriaient dans un registre (en anglais Register) les navires et leur attribuaient une note de fiabilité. 
L'origine des sociétés de classification repose sur le besoin de renseignements, plus précisément de critères de fiabilité que réclamaient les assureurs pour fixer le montant des primes d'assurance des navires.
Les premières sociétés de classification sont des sociétés privées créées par des assureurs maritimes dans la première moitié du XIXe siècle ayant pour mission d'établir une note de fiabilité des navires. Les sociétés de classification vont par la suite évoluer pour rédiger directement les normes qu'elles appliqueront : les règlements de classe.
La justice vient récemment de condamner une société de classification (voir article sur wikinews), à la suite d'une plainte déposée par une société d'assurance.

## Aujourd'hui
Les principales sociétés sont regroupées au sein de l'IACS (Association internationale des sociétés de classification) qui en compte aujourd'hui 13 (voir tableau ci-dessous).
L'IACS ayant pour objectif de promouvoir les normes les plus sûres et d'assurer une même application par l'ensemble de ses membres, la tendance est donc à l'uniformisation des règles. Les membres de l'IACS s'échangent des renseignements.
La société de classification effectue plusieurs prestations, parmi lesquelles on compte
1. la classification
2. la certification
3. la publication de registres.

### La classification
Elle consiste à classer le navire selon certains critères (les règlements propres de la société), à la suite de quoi la société attribue la classe.
- la construction (suivre la construction).
  - Approbation des plans du navire.
  - Chantier naval: approbation du chantier et de ses sous-traitants.
  - Contrôle des matériaux utilisés et des méthodes employées. (surveillance)
  - Contrôle de la stabilité
  - Essais.
- la machine (l'appareil propulsif & énergétique)
- les éléments annexes (pompes, circuits, etc.)
- la coque.
- la chaudière.
- les apparaux de levage. (grues, mâts de charge).
- éventuellement la machine frigorifique et d'autres particularités techniques du navire lui-même.
- Par la suite et pour le maintien de la classe:
  - Effectuer des inspections périodiques
  - Effectuer des inspections à la suite d'avaries/réparations.
  - Effectuer des visites lorsque le navire est à sec (cale sèche).

Exemple de classification :
- I - 3/3 - ✠ - Ref Carrier – deep sea – Alp – Aut – Ms Port – Mach – RMC.
- I (division): construit conformément aux prescriptions du règlement.

(division II: ne satisfait pas à toutes les prescriptions, mais jugé acceptable, en fait très peu de navires sont classés II).
- 3/3 :cote de confiance maximum.
- Croix de Malte(✠): Construit sous la classe BV.(Croix de Malte soulignée: Pas construit sous classe BV).
- Ref Carrier (navire frigorifique)
- Deep sea (haute mer)

### La Certification
La certification consiste dans ce contexte à vérifier la conformité des navires et de leurs équipements aux règlements nationaux et internationaux. La société délivre des documents statutaires. Pour effectuer cette mission, la société de classification doit être habilitée par l'Etat du pavillon. Elle ne pourra émettre des certificats de conformité que pour les règlementations dont elle a l'habilitation.
Au sein de l'Union européenne, la société de classification souhaitant exercer des activités de certification doit d'abord être agréée par la Commission puis habilitée dans l'Etat où elle souhaite exercer cette mission.
Pour l'essentiel, il s'agit en général des règlementations suivantes : 
- SOLAS (certificats de, sécurité de construction, sécurité de matériel d'armement, sécurité radiotélégraphique)
- MARPOL (certificat de conformité)
- Convention sur les lignes de charge de compartimentage
- Certification ISM
- Certification ISPS
- Convention MLC (Maritime Labour Convention - Convention Internationale sur le Travail Maritime)

## Responsabilité, absence ou perte de certification ou de classification
L'exploitation d'un navire ou d'une structure sans classe est très difficile. En effet, nombreux assureurs maritimes imposent que le navire soit classé, parfois même par une société de classification membre de l'IACS. Un navire sans classe est donc difficilement assurable. De ce fait, son exploitation sans assurance est impossible dans la plupart des ports occidentaux. 
L'Union européenne rend obligatoire, depuis 2009, la classification des navires battant le pavillon d'un Etat membre.
En remplacement de la décision cadre 2005/667/JAI «visant à renforcer le cadre pénal pour la répression de la pollution causée par les navires», le Parlement européen et le Conseil de l'Europe ont annoncé avoir adopté le 5 mai 2009 une nouvelle directive criminalisant les cas sérieux de pollution et imposant aux états-membres de mettre en œuvre des sanctions pénales effectives, proportionnées et dissuasives. Le propriétaires d'une cargaison et les sociétés de classification pourront également être poursuivis, à la demande du Parlement

## Éthique
Ces sociétés affirment suivre une éthique : les sociétés de classification vivent sur leur réputation. La compétition entre les différentes sociétés ne peut se faire que sur des bases de services rendus à l'industrie maritime, mais ne doit pas conduire à des compromis qui toucheraient la sauvegarde de la vie humaine et/ou des biens à la mer, ou des abaissements de standards.

## Exemples de sociétés
(sources IACS-2020)
- American Bureau of Shipping (ABS)
- Bureau Veritas (BV)
- China Classification Society (CCS)
- Hrvatski Registar Brodova (CRS)
- Det Norske Veritas (DNV)
- Indian Register of shipping (IRS)
- Korean Register of Shipping (KR)
- Lloyd's Register (LR)
- Nippon Kaiji Kyokay (NK)
- Polski Rejestr Statków (PRS)
- Registro Italiano Navale (RINA)
- Russian Maritime Register of Shipping (RS)
- additionnel :
  - Hellenic Register of Shipping (HR) (reconnaissance limitée à la Grèce)
  - Registro Internacional Naval, SA (RINAVE) (reconnaissance limitée au Portugal)

En 2020, cinq de ces sociétés étaient agréées par l'État français : le Bureau Veritas (qui en 2012 effectuait 80 à 90 % des contrôles délégués en France), le Lloyd's Register, le Det Norske Veritas - Germanischer Lloyd, la RINA et le Korean Register. Sur sa demande, l'American Bureau of Shipping a été retiré de cette liste par l'arrêté du 20 novembre 2012. Des visites périodiques leur sont ponctuellement déléguées par les centres de sécurité des navires et ces quatre sociétés peuvent recevoir une délégation de service public de la part de l'État, par exemple pour appliquer la réforme (en cours, proposée et mise en œuvre par l’administration des affaires maritimes), modifiant la délivrance et le renouvellement des certificats de franc-bord.